# Badrul Hisham Abdul Manap
Badrul Hisham Abdul Manap  (* 2. Januar 1997 in Malakka) ist ein malaysischer Leichtathlet, der sich auf den Sprint spezialisiert hat.

## Sportliche Laufbahn
Erste internationale Erfahrungen sammelte Badrul Hisham Abdul Manap bei den Juniorenasienmeisterschaften 2014 in Taipeh, bei denen er über 100 Meter in der ersten Runde ausschied und mit der malaysischen 4-mal-100-Meter-Staffel den vierten Platz belegte. Zwei Jahre später gewann er bei den Juniorenasienmeisterschaften in Ho-Chi-Minh-Stadt die Silbermedaille mit der Staffel und belegte Platz fünf über 100 Meter. Daraufhin nahm er über 100 Meter an den U20-Weltmeisterschaften im polnischen Bydgoszcz teil und schied dort mit 10,66 s in der ersten Runde aus. 2017 nahm er über 400 Meter an den Asienmeisterschaften in Bhubaneswar teil und schied dort im Halbfinale aus. Zudem belegte er mit der malaysischen Stafette in 39,98 s Platz fünf. Bei den Südostasienspielen in Kuala Lumpur belegte er mit der 4-mal-100-Meter-Staffel und der 4-mal-400-Meter-Staffel den vierten Platz. 2018 nahm er zum ersten Mal an den Commonwealth Games im australischen Gold Coast teil und belegte mit der malaysischen Staffel den siebten Platz.
2017 wurde Abdul Manap malaysischer Meister mit der 4-mal-100-Meter-Staffel.

## Persönliche Bestleistungen
- 100 Meter: 10,29 s (+2,0 m/s), 23. November 2015 in Bandar Seri Begawan
- 200 Meter: 21,24 s (−0,9 m/s), 2. Oktober 2016 in Kuala Lumpur
- 400 Meter: 47,46 s, 6. Juli 2017 in Bhubaneswar